# Wolverine și X-men
Wolverine și X-Men (engleză Wolverine and the X-Men) este un serial de animație produs de Marvel Studios, Toonz Entertainment, First Serve International, Liberation Entertainment și EVA Finance GmbH care a fost difuzat pe Nicktoons în Statele Unite în 2009. Este a patra adaptare animată ale personajelor X-Men. În acest serial, Wolverine încearcă să readucă echipa X-Men și devine noul ei lider urmând unui eveniment devastator care a condus la dispariția atât a lui Jean Grey cât și a lui Charles Xavier.

## Despre serial
Povestea începe cu Wolverine și Rogue având o ceartă despre plecarea lui. Când Wolverine merge la Charles și Jean Grean, au dureri de cap. Are loc o explozie, iar Charles și Jean dispar. Trauma rezultată a făcut ca echipa X-Men să se desființeze și să meargă pe căi separate, lăsând liga de pace mutantă a lui Xavier, cândva foarte venerată, în afara comisiei.
Din cauza pierderii profesorului Jean și a deteriorării grave a conacului, mulți dintre X-Men s-au ofirit în credința lor față de stabilitatea fostei lor echipe și de atunci s-au detașat de fosta lor comunitate. Câteva exemple includ: Cyclops" izolarea ulterioară rezultată din dispariția lui Jean, Storm s-a întors pe continentul ei natal, Africa, și Iceman se muta înapoi în casa părinților săi, în suburbiile liniștită.
Un an mai târziu, MRD (prescurtarea de la Divizia de Răspuns Mutant), o organizație susținută de guvern, creată pentru reținerea și înregistrarea ulterioară a mutanților existenți, începe capturarea mutanților din întreaga țară ca răspuns la nenumărații protestatari umani hotărâți să protejeze siguranța omenirii. Acest curs de acțiune îi provoacă pe Wolverine și Beast să se alieze și să se hotărăsc să readucă din nou împreună echipa X-Men, cândva defunctă.
Între timp, Rogue este în stradă și atacată de către Frăția Mutanților. Ei o păcălesc să li se alăture, iar ea zâmbește mai târziu diavolește când intră în baza lor, părând că și-a schimbat loialitatea pentru a deveni un mutant rău. Datorită generozității, bogăției și inventivității Angel, echipa X-Men care se reformează încet începe să vadă o revenire promițătoare la fosta sa glorie odată cu revenirea membrilor juniori Iceman, Shadowcat și Forge împreună cu reconstrucția Institutului Xavier, demolat anterior. Din păcate, fără capacitățile necesare ale unui competent telepat pentru a opera Celebro, posibilitatea de a localiza unele dintre cele mai împrăștiate la nivel global membrii X-Men, împreună cu lipsele Charles Xavier și Jean pare toate, dar un vis țeavă.
Din fericire, această problemă nu durează foarte mult timp când Emma Frost, frumoasa fostă directoare a unei școli mutante acum inactive din Massachusetts, face o apariție surprinzătoare la ușa Conacului cu o propunere interesantă: apartenența la X-Men în schimbul utilizării telepatiei ei pentru a identifica locul unde se află Xavier lipsă. După acceptarea reticentă a ofertei de către echipă – și în special a lui Wolverine – a Emmei, eforturile Emmei se dovedesc de succes, deoarece este capabilă să-l localizeze pe Charles în comă pe țărmurile Genosha în grija Magneto. După sosirea lor la Genosha și o scurtă confruntare cu însuși Maestrul Magnetismului, Magneto permite în cele din urmă X-Men să ducă trupul vechiului său prieten înapoi la sfințenia Conacului, unde este sigur că Xavier va fi pus în grija corespunzătoare. La întoarcerea lor, Xavier îi contactează telepatic pe X-Men la douăzeci de ani de prezent într-un viitor distopic alternativ și îl informează pe Wolverine că el trebuie să conducă și să reunească X-Men dacă doresc să prevină cu succes războiul inevitabil care va face ca lumea să cadă sub dominația Master Mold și Santinele.
De-a lungul întregului sezon, rolul Emmei ca telepat principal al X-Men permite echipei să-și mute restul celorlalți membri în speranța de a se reforma din nou și de a asista la cauza lui Xavier. În timp ce unii au fost întâmpinați cu reticența inițială, cum ar fi cu Nightcrawler, alții, cum ar fi Storm, au fost mai mult decât dispuși să accepte oferta odată ce viziunea lui Xavier a fost pusă în perspectivă. X-Men a depășit multe greutăți și obstacole de-a lungul drumului, atingând în cele din urmă scopul lor final de a o localiza pe Jean și de a descoperi în cele din urmă adevărul din jurul misterului a ceea ce a provocat explozia Conacului, împreună cu disparițiile ulterioare ale lui Xavier și Jean.
Între timp, Magneto îi întâmpină pe noii mutanți la Genosha, dintre care unul este Nightcrawler. Magneto susține că Genosha este o zonă sigură și sigură pentru mutanți, mai degrabă decât o amenințare. La început Nightcrawler crede acest lucru, dar la o inspecție mai atentă, Genosha este expus ca o metodă de utilizare a puterilor mutanților de către Magneto. Nightcrawler scapă în cele din urmă, dar este capturat de Mystique când ajunge înapoi la conac.
În altă parte, Wolverine începe să aibă câteva viziuni din trecut, iar Emma se oferă să-și rezolve telepatic viziunile. În viziunile sale, Wolverine întâlnește o fată mutantă singuratică, figură din trecut Sabretooth, și în cele din urmă descoperă multe mistere despre trecutul său. Cyclops are amintiri constante despre Jean și este deprimat. El crede că ea este încă în viață, așa că, cu ajutorul Emmei, el îl caută pe Mister Sinister. X-Men și Mister Sinister au o confruntare care nu îi face să afle informații noi despre locul în care se află Jean. Wolverine îl are pe Cyclops jurând să fie din nou în X-Men și promite să nu plece în căutarea lui Jean. Undeva prin oraș, Jean este prezentată trezindu-se într-un spital aleatoriu după luni de zile în care a fost în comă.
Mai târziu, se dezvăluie în finala primului sezon "Previziune" în trei părți că atacul asumat anterior asupra Conacului nu a fost din eforturile unei terțe părți, ci mai degrabă din rezultatul lui Jean care eliberează fără să vrea imensa și extrem de distructivă forță și putere a Forței Phoenix, care inițial se afla latent adânc în subconștientul ei, în încercarea de a opri un atac telepatic din sens opus condus de Emma (care lucra în secret ca agent dublu pentru Cercul interior și Stepford Cuckoos). Împreună cu Sebastian Shaw, Selene, Harry Leland și Donald Pierce, a fost Cercul Interior, cea mai mare datorie nu numai de a obține puterea Forței Phoenix prin răpirea lui Jean de la protecția lui Xavier și a Conacului, ci și de a șterge existența ființei antice înainte ca aceasta să se poată maturiza pe deplin și, în consecință, să aducă distrugeri fără egal asupra lumii, așa cum a făcut-o de mai multe ori în trecut de-a lungul istoriei Pământului. Cu toate acestea, într-o mișcare complet necunoscută Emmei la acea vreme, restul membrilor Cercului Interior au împărtășit cu toții o viziune complet diferită și mai sinistră decât credea inițial Frost: să controleze și să manipuleze puterea Forței Phoenix și să o facă să răspundă propriei agende ascunse. După ce își dă seama de eroarea căilor ei, Emma trădează Cercul Interior și încearcă să se răscumpere în ochii X-Men-ului nu numai salvând-o pe Jean, ci și urmând planul ei inițial de distrugere a entității cosmice înainte ca aceasta să se poată maturiza. Din păcate, acțiunile ei au dus la moartea ei aparentă. Rogue își cere scuze lui Wolverine și, în cele din urmă, se alătură definitiv X-Men-ului. X-Men, acum complet reformat, sunt lăudați pentru acțiunile lor de către profesorul Xavier, dar sunt avertizați cu privire la un nou pericol care se apropie: Epoca Apocalipsei.

## Personaje

### X-Men
Prezenții X-Men
- Wolverine / Logan Howlett (Lider)
- Cyclops / Scott Summers
- White Queen / Emma Frost
- Beast / Hank McCoy
- Storm / Ororo Munroe
- Nightcrawler / Kurt Wagner
- Angel / Warren Worthington III
- Shadowcat / Kitty Pryde
- Iceman / Bobby Drake
- Rogue  / Anna-Marie D'Ancanto
- Colossus / Piotr Rasputin
- Dark Phoenix / Jean Grey
- Forge / Jonathon Silvercloud

Viitorii X-Men
- Professor X / Charles Xavier
- Bishop / Lucas Bishop
- Berzerker / Ray Carter
- Domino / Neena Thurman
- Hellion / Julian Keller
- Kamal
- Marrow / Sarah Rushman
- Polaris / Lorna Dane (Tatăl lui Magneto, sora mică al lui Quicksilver și Scarlet Witch)
- Rover (o Santinelă care este prietenoasă cu Viitorii X-Men)
- Vanisher / Telford Porter
- Wolverine / Logan Howlett
- X-23 / Laura Kinney (femeia clonă a lui Wolverine)

Frăția Mutanților
- Quicksilver / Pietro Maximoff (Fiul lui Magneto, fratele geamăn a lui Scarlet Witch, fratele cel mare a lui Polaris)
- Avalanche / Dominikos Petrakis
- Blob / Fred Dukes
- Toad / Mortimer Toynbee
- Domino / Neena Thurman
- Rogue / Anna-Marie D'Ancanto
- Spyke / Evan Daniels

Acoliți
- Magneto / Erik Lehnsherr
- Mystique / Raven Darkholme
- Scarlet Witch / Wanda Maximoff (Fiica lui Magneto, sora geamănă a lui Quicksilver, sora cea mare a lui Polaris)
- Polaris / Lorna Dane (Fiica lui Magneto)
- Scanner / Sarah Ryall
- Pyro / John Allerdyce
- Blink / Clarice Ferguson
- Juggernaut / Cain Marko
- Mercury / Cessily Kincaid
- Mellencamp / Seamus Mellencamp
- Senyaka / Suvik Senyaka
- Frăția Kleinstock

Jefuitorii
- Mister Sinister / Nathaniel Essex
- Arclight / Phillippa Sontag
- Blockbuster / Michael Baer
- Cable / Nathan Christopher Charles Summers
- Harpoon / Kodiak Noatak
- Multiple Man / Jamie Madrox
- Vertigo
- Archangel / Warren Worthington III

Cercul Interior
- Sebastian Shaw
- Donald Pierce
- Harry Leland
- Selene Gallio
- Emma Frost
- Stepford Cuckoos

MRD/Proiect: Wideawake
- Sen. Robert Kelly
- Warren Worthington II (Tatăl lui Angel)
- Bolivar Trask
- The Sentinels
- The Prowlers
- Master Mold
- Dr. Sybil Zane
- Colonel Moss
- Dr. Kavita Rao
- Agent Haskett
- Dr. Peterson

Letal X
- Profesorul Andre Thorton / Truett Hudson
- Dr. Abraham Cornelius
- Sabretooth / Victor Creed
- Maverick / Christoph Nord
- X-23 / Laura Kinney
- Wolverine / Logan Howlett
- Mystique / Raven Darkholme

Alți Mutanți
- Apocalypse / En Sabah Nur
- Big Bertha / Ashley Crawford
- Boom Boom / Tabitha Smith
- Darwin / Amando Munoz
- Dazzler/ Alison Blaire
- DJ / Mark Sheppard
- Dust / Sooraya Qadir
- Feral / Maria Callasantos
- Fever Pitch
- Firestar / Angelica Jones
- Gambit / Remy LeBeau
- Hope Summers
- Jubilee / Jubilation Lee
- M / Monet St. Croix
- M-Twins
- Madelyne Pryor
- Magma / Alison Crestmere
- Network / Sarah Vale
- Nitro / Robert Hunter
- Petra / Christy Nord (tatăl lui Maverick)
- Pixie / Megan Gwynn
- Psylocke / Betsy Braddock
- Quill / Max Jordan
- Rachel Summers
- Rockslide / Santo Vaccarro
- Roulette / Jennifer Stavros
- Sauron / Karl Lykos
- Shadow King / Amahl Farouk
- Shatter
- Silver Samurai / Kenuichio Hirada
- Squidboy / Sammy Pare
- Surge / Noriko Ashida
- Synch / Everett Thomas
- Thunderbird / John Proudstar
- Tildie Soames
- Trance / Hope Abbott
- Vanessa Carlysle
- Vindaloo / Venkat Katregadda
- Washout / John Lopez
- Wolf Cub / Nicholas Gleason
- Wolfsbane / Rahne Sinclair
- Meggan (benzi desenate)

Alte personaje
- Mojo
- Spiral
- The Reavers
- Nick Fury
- Hulk / Bruce Banner
- Wendigo
- Mariko Yashida

## Dublajul în limba română
Dublajul a fost realizat de studiourile BTI:
- Sebastian Lupu - Charles Xavier/profesorul X
- Sorin Ionescu - Logan Howlett/Wolverine, Toad
- Răzvan Vicoveanu - Scott Summers/Cyclops, Warren Worthington III/Angel/Archangel
- Gabriela Codrea - Emma Frost/White Queen, Wanda Maximoff/Scarlet Wich, Master Mold
- Florian Silarghi - Hank McCoy/Beast
- Corina Cernea - Ororo Munroc/Storm, Sarah Ryall/Scanner
- Paul Zurbău - Kurt Wagner/Nightcrawler, Bobby Drake/Iceman, Johnathon Silvercloud/Forge
- Ioana Dagău - Kitty Pryde/Shadowcat, dr. Kavita Rao
- Anca Sigmirean - Anna-Marie D'Ancanto/Rogue, Raven Darkholme/Mistique
- Mihaela Gherdan - Jean Grey/Dark Pheonix
- Iulia Tohotan - fata
- Adrian Moraru - Lucas Bishop, John Allerdye/Pyro, Warren Worthington II
- Pavel Sârghi - Pietro Maximoff/Quicksilver
- Ion Ruscuț - Dominikos Petrakis/Avalanche, Fred Dukes/Blob, Erik Lehnsherr/Magneto, Sebastian Shaw, Bolivar Trask
- Alina Leonte - Neena Thurman/Domino, Jean Grey (episodul 12)
- Adrian Locovei - Ray Carter/Berzerker
- Ioana Daria Perneș - Lorna Dane/Polaris
- Petre Ghimbășean - Nathoniel Essex/Sinister, senatorul Robert Kelly
- Ștefan Stan - Michael Bae/Blockbuster
- Alexandru Rusu - Santinelele
- Cosmin Petruț - Iulian Keller/Hellion

## Episoade
1. Retrospecție partea 1
2. Retrospecție partea 2
3. Retrospecție partea 3
4. Inundația
5. Gambit hoțul
6. Calibrul X
7. Wolverine vs. Hulk
8. Bomba timpului
9. Viitorul X
10. Salutări din Genosha
11. Frânturi de memorie
12. Exces de forță
13. Linii de bătaie
14. Vieți furate
15. Terenul de vânătoare
16. Ținuturile pustiite
17. Codul de conduită
18. În recul
19. Îngerul păzitor
20. Explozia
21. Rover
22. A și opta oară
23. Aparențe înșelătoare
24. Previziuni partea 1
25. Previziuni partea 2
26. Previziuni partea 3